# Gezer

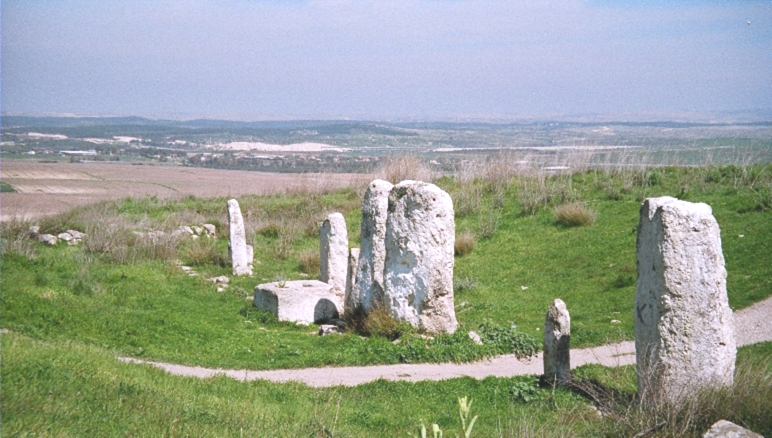
Gezerské kultické návrší

Gezer (hebrejsky גֶּזֶר‎) bylo významné starověké město v Izraeli. Nachází se v Ajalonském údolí v severní Šfele 8 km jihovýchodně od Ramly. Tel Gezer (také známý jako Tell el-Džezer či Abu Šuša) se nachází u hlavní silnice mezi Jeruzalémem a Tel Avivem. Místo je dnes národním parkem.

## Historie
Gezer je zmiňován v Bibli v souvislosti s dobytím země pod vedením Jozua. Měl náležet Levitům. Zůstal však pod nadvládou Pelištejců až do doby, kdy David zlomil jejich nadvládu „od Geby až ke Gezeru“.
Gezer je také zmíněn mezi městy, dobytými faraónem Thutmosem III. (roku 1468 př. n. l.) a v el-amarnských dopisech. Na konci 13. stol. př. n. l. zřejmě město zpustlo a bylo znovu osídleno o století později. Město těžce poničil při svém tažení r. 925 př. n. l. faraon Šešonk I. a na konci 8. století zničil asyrský král Tiglatpilesar III. V době perské bylo město obnoveno a nabylo důležitosti v době Makabejského povstání, kdy ho opevnil seleukovský velitel Bakchides a roku 142 př. n. l. ho dobyl Šimon Makabejský a postavil tu palác či tvrz. Ale na konci 2. století př. n. l. bylo město znovu rozbořeno.
Až roku 1830 tu Arabové přistěhovalí z Egypta založili vesnici Abu Šuša, která zde stávala do války za nezávislost roku 1948. Stávala v ní mešita a chlapecká základní škola založená roku 1947. Roku 1931 měla Abu Šuša 627 obyvatel a 145 domů. Počátkem války v květnu 1948 byla tato oblast ovládnuta židovskými silami a arabské osídlení zde skončilo. Zástavba vesnice pak byla zcela zbořena.

## Archeologie
Roku 1871 tu dělal archeologický průzkum Charles Simon Clermont-Ganneau, jenž jako první ztotožnil tento tel s Gezerem. V letech 1902 – 1907 Robert Macalister. Roku 1934 tu pracoval Alan Rowe, 1964 G. E. Wright a spolu s ním William Dever a Jiga'el Jadin. Od roku 2006 vede výzkumy Steve Ortiz ze Southwestern Baptist Theological Seminary z Fort Worth v USA a Sam Wolff z Izraelského památkového úřadu.
Okolo telu byly objeveny zbytky opevnění a bran ze střední doby bronzové a z doby královské (10. stol. př. n. l.). Na severu telu je kultické místo ze střední doby bronzové. Byl objeven vodní systém (datovaný do kanaánské doby nebo doby královské), který tvoří 7 m hluboká šachta a tunel dlouhý 45 m. Na telu je dále hrob šejcha z 16. století a muslimský hřbitov.

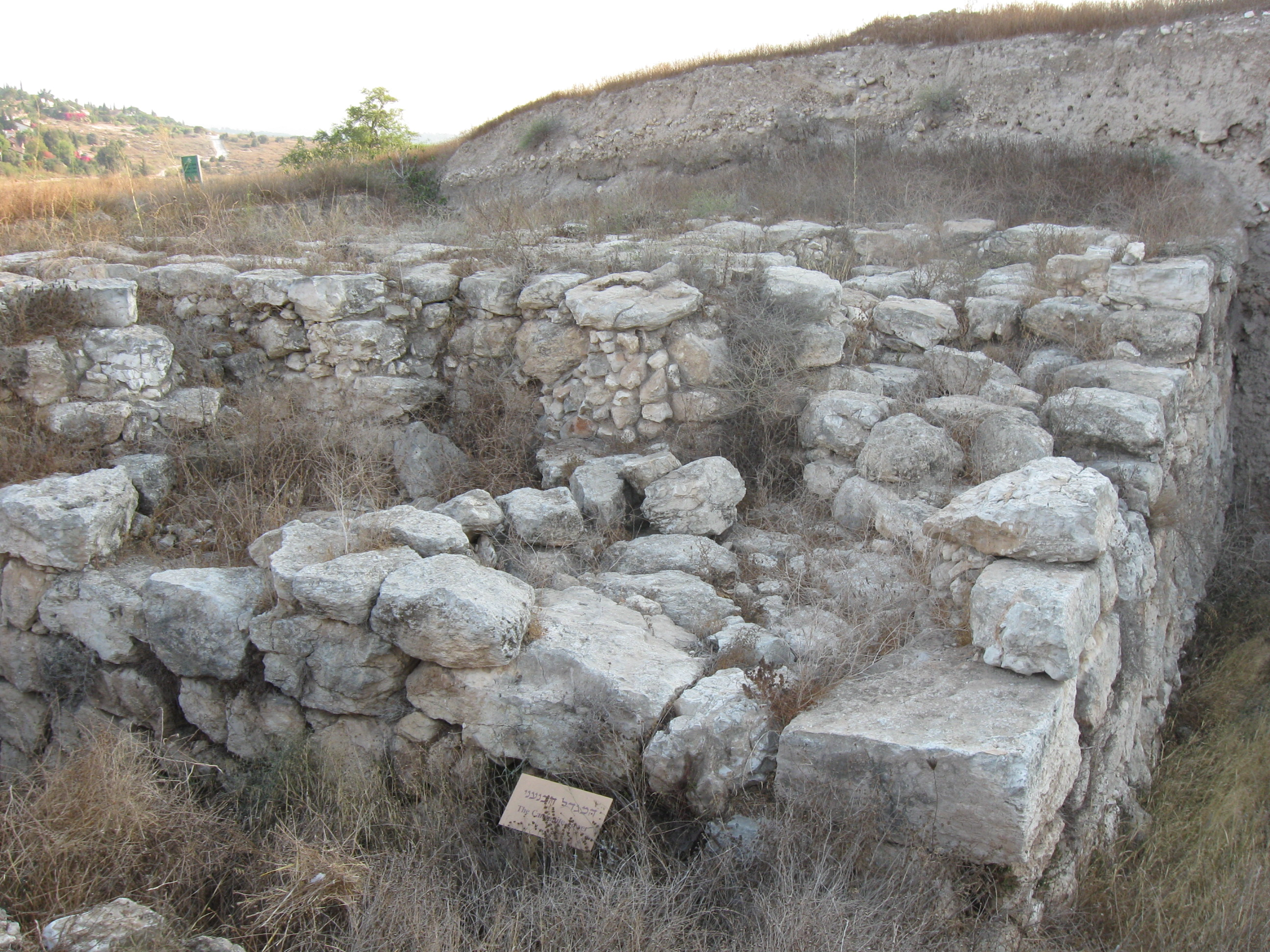
Věž vedle kanaánské hradby

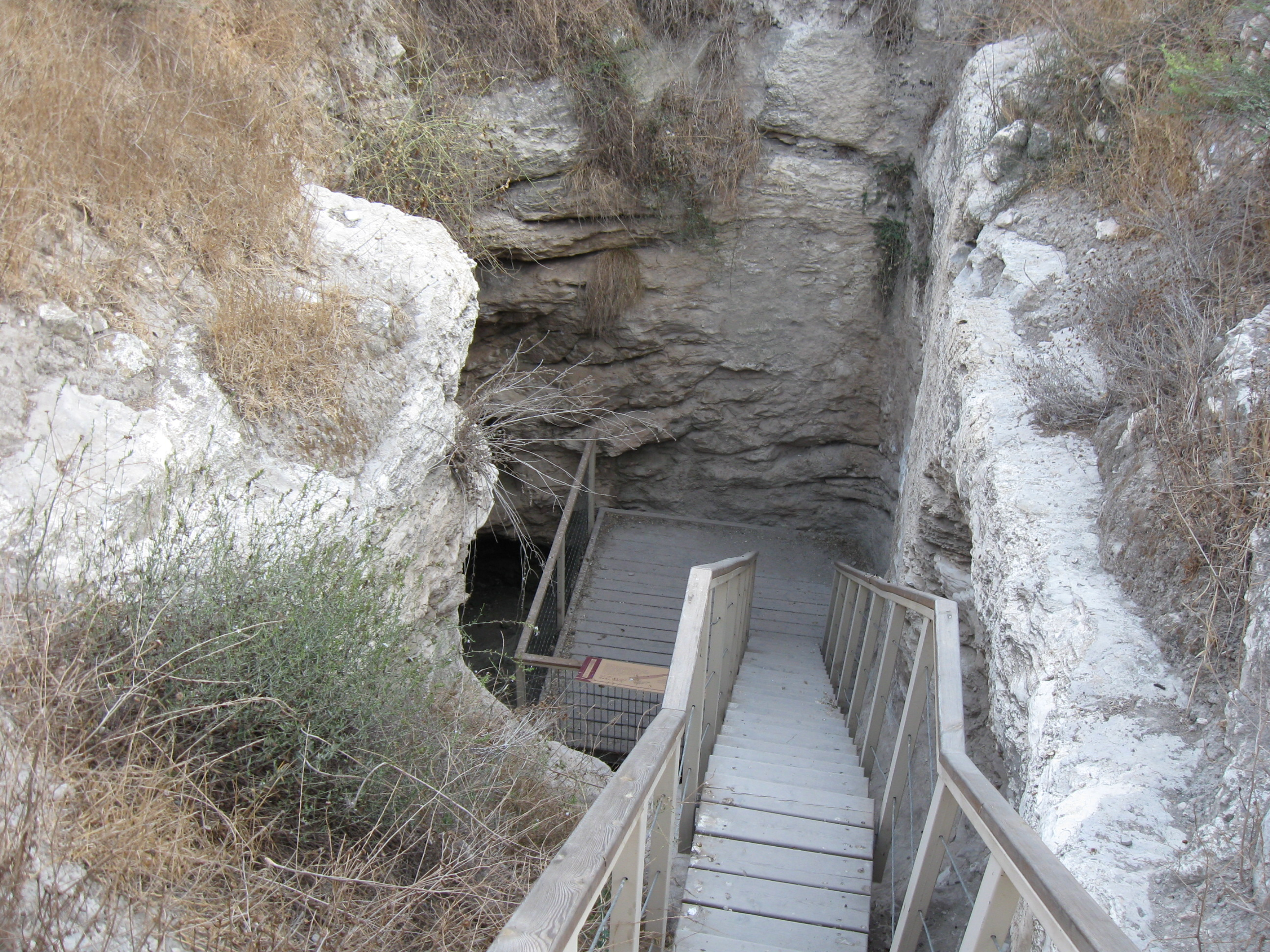
Klesání k cisterně

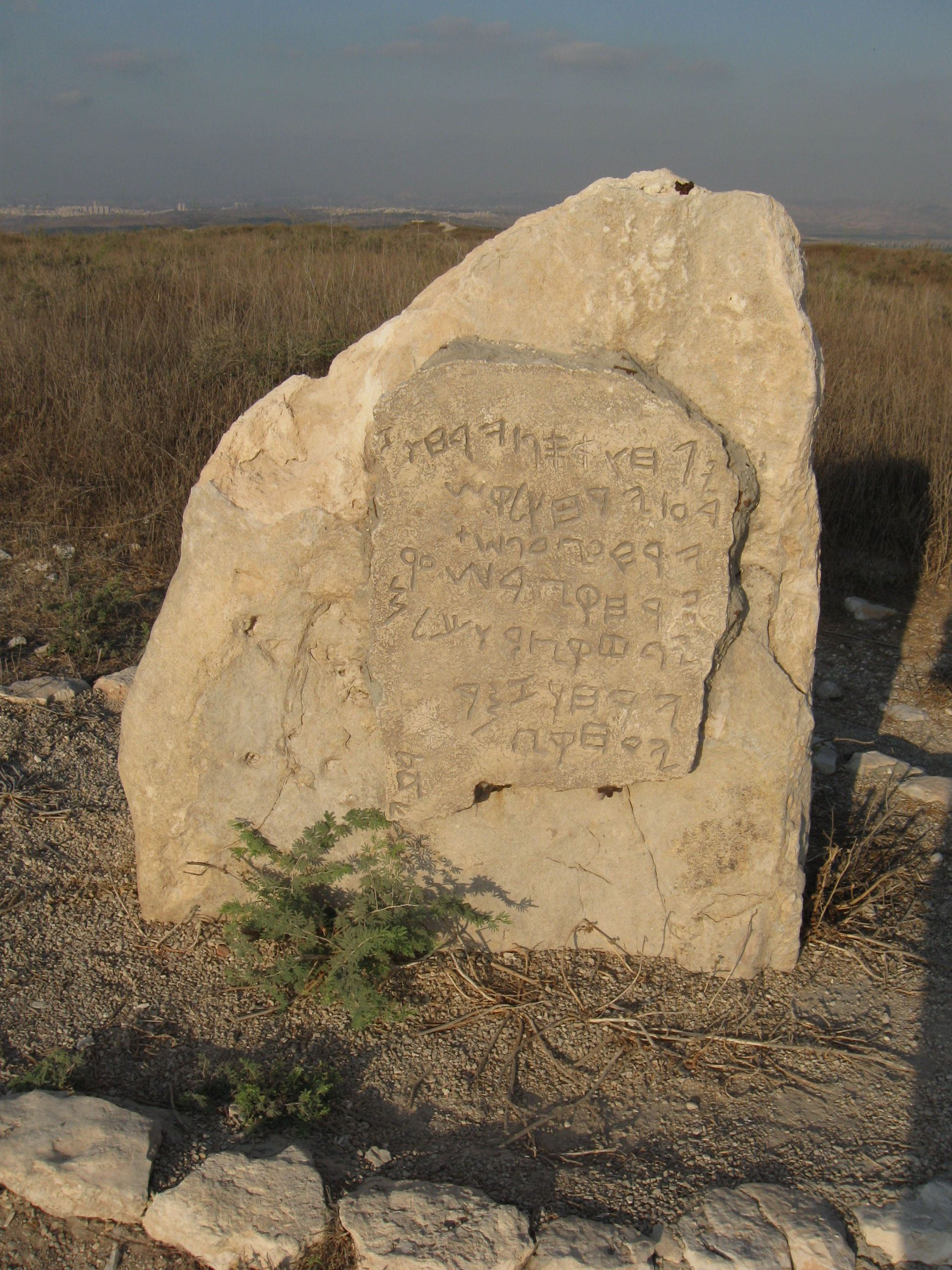
Kopie gezerského kalendáře